# Convocazioni per la Coppa delle nazioni del Golfo 2013
In questa sezione sono riportate le convocazioni per la Coppa delle Nazioni del Golfo 2013 in Bahrein.

## Gruppo A

### Bahrein
Coach:  Gabriel Calderón
| N. | Pos. | Giocatore             | Data nascita (età)          | Pres.      | Squadra        |
| -- | ---- | --------------------- | --------------------------- | ---------- | -------------- |
| 1  | P    | Sayed Mohammed Jaffer | 25 agosto 1985 (27 anni)    | {{{caps}}} | Al-Muharraq    |
| 2  | D    | Mohamed Husain        | 31 luglio 1980 (32 anni)    | {{{caps}}} | Umm-Salal      |
| 3  | D    | Abdulla Marzooqi      | 12 dicembre 1980 (32 anni)  | {{{caps}}} | Al-Riffa       |
| 4  | C    | Sayed Dhiya           | 17 luglio 1992 (20 anni)    | {{{caps}}} | Al-Muharraq    |
| 5  | C    | Hassan Jameel         | 7 ottobre 1991 (21 anni)    | 1          | Svincolato     |
| 6  | D    | Dawood Saad           | 6 dicembre 1982 (30 anni)   | {{{caps}}} | Al-Riffa       |
| 7  | C    | Isa Moosa             | 19 dicembre 1987 (25 anni)  | {{{caps}}} | Manama Club    |
| 8  | A    | Jaycee Okwunwanne     | 8 ottobre 1985 (27 anni)    | {{{caps}}} | Al-Kharitiyath |
| 9  | C    | Abdulwahab Al Malood  | 21 luglio 1989 (23 anni)    | {{{caps}}} | Al-Hidd        |
| 10 | C    | Mohamed Salmeen       | 4 novembre 1980 (32 anni)   |            | Al-Arabi       |
| 11 | A    | Ismaeel Abdullatif    | 5 settembre 1986 (26 anni)  | {{{caps}}} | Al-Muharraq    |
| 12 | C    | Faouzi Aaish          | 27 febbraio 1985 (27 anni)  | {{{caps}}} | Al-Sailiya     |
| 13 | D    | Fisal Bu-Dahoom       | 12 agosto 1983 (29 anni)    | {{{caps}}} | Al-Riffa       |
| 14 | D    | Abdulwahab Al Safi    | 12 agosto 1983 (29 anni)    | {{{caps}}} | Al-Qadisiya    |
| 15 | C    | Abdullah Omar         | 1º gennaio 1987 (26 anni)   | {{{caps}}} | Al-Ittihad     |
| 16 | C    | Abdulla Yusuf         |                             | {{{caps}}} | Svincolato     |
| 17 | D    | Hussain Ali Baba      | 11 febbraio 1982 (30 anni)  | {{{caps}}} | Kuwait SC      |
| 18 | C    | Hussain Salman        | 20 dicembre 1982 (30 anni)  | {{{caps}}} | Al-Riffa       |
| 19 | D    | Mohamed Duaij         | 24 luglio 1981 (31 anni)    | {{{caps}}} | Al-Riffa       |
| 20 | A    | Sami Al-Husaini       | 29 settembre 1989 (23 anni) | {{{caps}}} | Al-Busaiteen   |
| 21 | P    | Mohammed Al Ogaimi    | 14 ottobre 1983 (29 anni)   | {{{caps}}} | Al-Shabab      |
| 22 | P    | Abbas Ahmed Khamis    | 13 aprile 1987 (25 anni)    | {{{caps}}} | Al-Ahli        |
| 23 | D    | Rashed Al Hooti       | 24 dicembre 1989 (23 anni)  | {{{caps}}} | Al-Riffa       |

### Oman
Coach:  Paul Le Guen
| N. | Pos. | Giocatore               | Data nascita (età)          | Pres.      | Squadra    |
| -- | ---- | ----------------------- | --------------------------- | ---------- | ---------- |
|    | P    | Mazin Al-Kasbi          | 27 aprile 1993 (19 anni)    | {{{caps}}} | Al-Seeb    |
|    | P    | Faiz Al-Rushaidi        | 19 luglio 1988 (24 anni)    | {{{caps}}} | Al-Suwaiq  |
|    | P    | Hani Al-Sabti           | 27 febbraio 1984 (28 anni)  | {{{caps}}} | Dhofar     |
|    | D    | Saad Al-Mukhaini        | 6 settembre 1987 (25 anni)  | {{{caps}}} | Dhofar     |
|    | D    | Ali Salim Al-Nahar      | 21 agosto 1992 (20 anni)    | {{{caps}}} | Dhofar     |
|    | D    | Mohammed Al-Maslami     | 20 aprile 1990 (22 anni)    | {{{caps}}} | Al Shabab  |
|    | D    | Mohammed Sheiba         | 27 agosto 1989 (23 anni)    | {{{caps}}} | Al-Nahda   |
|    | D    | Jaber Al-Owaisi         | 4 novembre 1989 (23 anni)   | {{{caps}}} | Al Shabab  |
|    | D    | Hassan Mudhafar         | 26 giugno 1980 (32 anni)    | {{{caps}}} | Dhofar     |
|    | D    | Abdul Salam Al-Mukhaini | 7 aprile 1988 (24 anni)     | {{{caps}}} | Al-Raed    |
|    | C    | Ahmed Mubarak           | 23 febbraio 1985 (27 anni)  | {{{caps}}} | Al-Ittifaq |
|    | C    | Ali Al-Jabri            | 29 gennaio 1990 (22 anni)   | {{{caps}}} | Al-Nahda   |
|    | C    | Raed Ibrahim Saleh      | 9 giugno 1992 (20 anni)     | {{{caps}}} | Al-Oruba   |
|    | C    | Fawzi Bashir            | 6 maggio 1984 (28 anni)     | {{{caps}}} | Al-Dhafra  |
|    | C    | Ahmed Hadid             | 18 luglio 1984 (28 anni)    | {{{caps}}} | Al Jaish   |
|    | C    | Eid Al-Farsi            | 31 gennaio 1987 (25 anni)   | {{{caps}}} | Al- Oruba  |
|    | A    | Abdulaziz Al-Muqbali    | 23 aprile 1989 (23 anni)    | {{{caps}}} | Sohar      |
|    | A    | Abdullah Abdul-Hadi     | 25 aprile 1992 (20 anni)    | {{{caps}}} | Al-Oruba   |
|    | A    | Amad Al Hosni           | 18 luglio 1984 (28 anni)    | {{{caps}}} | Al-Ahli    |
|    | A    | Hussain Al-Hadhri       | 21 maggio 1990 (22 anni)    | {{{caps}}} | Dhofar     |
|    | A    | Ismail Al-Ajmi          | 9 giugno 1984 (28 anni)     | {{{caps}}} | Al-Faisaly |
|    | A    | Juma Al-Maashari        | 29 settembre 1984 (28 anni) | {{{caps}}} | Dhofar     |
|    | A    | Yaqoob Abdul-Karim      | 4 settembre 1985 (27 anni)  | {{{caps}}} | Saham      |

### Qatar
Coach:  Paulo Autuori
| N. | Pos. | Giocatore           | Data nascita (età)         | Pres.      | Squadra    |
| -- | ---- | ------------------- | -------------------------- | ---------- | ---------- |
|    | P    | Qasem Burhan        | 15 dicembre 1985 (27 anni) | {{{caps}}} | Al-Gharafa |
|    | P    | Rajeb Hamza         | 16 novembre 1986 (26 anni) | {{{caps}}} | Al-Arabi   |
|    | P    | Baba Malick         | 3 settembre 1983 (29 anni) | {{{caps}}} | Lekhwiya   |
|    | D    | Abdulaziz Hatem     | 28 ottobre 1990 (22 anni)  | {{{caps}}} | Al-Arabi   |
|    | D    | Ibrahim Majid       | 12 maggio 1990 (22 anni)   | {{{caps}}} | Al-Sadd    |
|    | D    | Mesaad Ali Al Hamad | 11 febbraio 1986 (26 anni) | {{{caps}}} | Al-Sadd    |
|    | D    | Abdelkarim Hassan   | 28 agosto 1993 (19 anni)   | {{{caps}}} | Al-Sadd    |
|    | D    | Marcone             | 5 marzo 1978 (34 anni)     | {{{caps}}} | Al-Jaish   |
|    | D    | Mohammed Kasola     | 13 agosto 1986 (26 anni)   | {{{caps}}} | Al-Sadd    |
|    | D    | Almahdi Ali         | 2 aprile 1992 (20 anni)    | {{{caps}}} | Al-Sadd    |
|    | D    | Bilal Mohammed      | 2 giugno 1986 (26 anni)    | {{{caps}}} | Al-Gharafa |
|    | C    | Wesam Rizik         | 25 febbraio 1986 (26 anni) | {{{caps}}} | Al-Sadd    |
|    | C    | Talal Al-Bloushi    | 22 giugno 1986 (26 anni)   | {{{caps}}} | Al-Sadd    |
|    | C    | Khalfan Ibrahim     | 18 febbraio 1988 (24 anni) | {{{caps}}} | Al-Sadd    |
|    | C    | Anas Mubarak        | 22 agosto 1984 (28 anni)   | {{{caps}}} | Al-Gharafa |
|    | C    | Younes Ali          | 3 gennaio 1983 (30 anni)   | {{{caps}}} | Al-Rayyan  |
|    | A    | Ali Afif            | 20 gennaio 1988 (24 anni)  | {{{caps}}} | Lekhwiya   |
|    | A    | Hassan Khalid       | 11 dicembre 1990 (22 anni) | {{{caps}}} | Al-Sadd    |
|    | A    | Yusef Ali           | 14 agosto 1988 (24 anni)   | {{{caps}}} | Al-Sadd    |
|    | A    | Jarallah Ali        | 3 marzo 1988 (24 anni)     | {{{caps}}} | Al-Rayyan  |
|    | A    | Mohamed Razaq       | 4 marzo 1986 (26 anni)     | {{{caps}}} | Qatar SC   |
|    | A    | Jeddo               | 27 gennaio 1987 (25 anni)  | {{{caps}}} | Al-Jaish   |
|    | A    | Sebastián Soria     | 8 novembre 1983 (29 anni)  | {{{caps}}} | Lekhwiya   |

### Emirati Arabi Uniti
Coach: Mahdi Redha
| N. | Pos. | Giocatore          | Data nascita (età)          | Pres.      | Squadra        |
| -- | ---- | ------------------ | --------------------------- | ---------- | -------------- |
|    | P    | Ali Khasif         | 9 giugno 1987 (25 anni)     | {{{caps}}} | Al-Jazira      |
|    | P    | Khalid Eisa        | 15 settembre 1989 (23 anni) | {{{caps}}} | Al-Jazira      |
|    | P    | Dawoud Sulaiman    | 21 febbraio 1990 (22 anni)  | {{{caps}}} | Al-Ain         |
|    | D    | Abdelaziz Sanqour  | 7 maggio 1989 (23 anni)     | {{{caps}}} | Shabab Al-Ahli |
|    | D    | Abdulaziz Haikal   | 10 settembre 1990 (22 anni) | {{{caps}}} | Shabab Al-Ahli |
|    | D    | Abdulla Al Bloushi | 23 febbraio 1987 (25 anni)  | {{{caps}}} | Al-Jazira      |
|    | D    | Walid Abbas        | 11 giugno 1985 (27 anni)    | {{{caps}}} | Al-Shabab      |
|    | D    | Mohamed Ahmed      | 16 aprile 1989 (23 anni)    | {{{caps}}} | Al-Ain         |
|    | D    | Hamdan Al Kamali   | 2 maggio 1989 (23 anni)     | {{{caps}}} | Al-Wahda       |
|    | D    | Mohanad Salem      | 1º marzo 1985 (27 anni)     | {{{caps}}} | Al-Ain         |
|    | C    | Majed Hassan       |                             | {{{caps}}} | Shabab Al-Ahli |
|    | C    | Mohamed Fawzi      | 22 febbraio 1990 (22 anni)  | {{{caps}}} | Baniyas        |
|    | C    | Amer Abdulrahman   | 3 luglio 1989 (21 anni)     | {{{caps}}} | Baniyas        |
|    | C    | Haboush Saleh      | 1º gennaio 1989 (24 anni)   | {{{caps}}} | Baniyas        |
|    | C    | Ali Alamri         | 7 gennaio 1989 (23 anni)    | {{{caps}}} | Al-Jazira      |
|    | C    | Khamis Esmaeel     | 16 agosto 1989 (23 anni)    | {{{caps}}} | Al-Jazira      |
|    | C    | Habib Fardan       | 11 novembre 1990 (22 anni)  | {{{caps}}} | Al-Nasr        |
|    | A    | Ismail Al Hammadi  | 1º luglio 1988 (24 anni)    | {{{caps}}} | Shabab Al-Ahli |
|    | A    | Ahmed Khalil       | 8 giugno 1991 (21 anni)     | {{{caps}}} | Shabab Al-Ahli |
|    | A    | Ali Mabkhout       | 5 ottobre 1990 (22 anni)    | {{{caps}}} | Al-Jazira      |
|    | A    | Omar Abdulrahman   | 20 settembre 1991 (21 anni) | {{{caps}}} | Al-Ain         |
|    | A    | Saeed Al Kathiri   | 28 marzo 1988 (24 anni)     | {{{caps}}} | Al-Wahda       |
|    | A    | Ismail Matar       | 7 aprile 1983 (29 anni)     | {{{caps}}} | Al-Wahda       |

## Gruppo B

### Iraq
Coach: Hakeem Shaker
| N. | Pos. | Giocatore                  | Data nascita (età)         | Pres. | Reti | Squadra           |
| -- | ---- | -------------------------- | -------------------------- | ----- | ---- | ----------------- |
| 1  | P    | Jalal Hassan               | 18 maggio 1991 (21 anni)   | 6     | 0    | Erbil             |
| 12 | P    | Mohammed Hameed            | 24 gennaio 1993 (19 anni)  | 0     | 0    | Al-Shorta         |
| 22 | P    | Noor Sabri (vice-capitano) | 16 dicembre 1984 (28 anni) | 79    | 0    | Al-Naft           |
| 2  | D    | Ahmad Ibrahim              | 25 febbraio 1992 (20 anni) | 21    | 0    | Erbil             |
| 3  | D    | Ali Bahjat                 | 3 marzo 1992 (20 anni)     | 7     | 0    | Duhok             |
| 5  | D    | Mohammed Jabbar Rabat      | 1993                       | 0     | 0    | Al-Minaa          |
| 6  | D    | Ali Adnan                  | 1º luglio 1993 (19 anni)   | 6     | 0    | Baghdad           |
| 14 | D    | Salam Shakir               | 31 luglio 1986 (26 anni)   | 54    | 2    | Al-Khor SC        |
| 15 | D    | Ali Rehema                 | 8 agosto 1985 (27 anni)    | 88    | 1    | Al-Wakrah SC      |
| 20 | D    | Mustafa Nadhim             | 1992                       | 0     | 0    | Najaf             |
| 23 | D    | Waleed Salem               | 5 gennaio 1992 (21 anni)   | 6     | 0    | Al-Shorta         |
| 24 | D    | Dhurgham Ismail            | 24 maggio 1994 (18 anni)   | 0     | 0    | Al-Shorta         |
| 4  | C    | Khaldoun Ibrahim           | 16 giugno 1987 (25 anni)   | 26    | 0    | Baghdad           |
| 8  | C    | Saif Salman                | 6 maggio 1993 (19 anni)    | 6     | 0    | Duhok             |
| 9  | C    | Ahmed Yasin                | 22 aprile 1991 (21 anni)   | 15    | 1    | Örebro            |
| 11 | C    | Humam Tariq                | 1996                       | 1     | 0    | Al-Quwa Al-Jawiya |
| 13 | C    | Nabeel Sabah               | 1º luglio 1990 (22 anni)   | 7     | 0    | Erbil             |
| 17 | C    | Alaa Abdul-Zahra           | 22 dicembre 1987 (25 anni) | 45    | 12   | Duhok             |
| 19 | C    | Ahmad Abbas                | 1993                       | 0     | 0    | Naft Al-Janoob    |
| 21 | C    | Ammar Abdul-Hussein        | 1º gennaio 1993 (20 anni)  | 2     | 0    | Erbil             |
| 7  | A    | Hammadi Ahmad              | 18 ottobre 1989 (23 anni)  | 15    | 2    | Al-Quwa Al-Jawiya |
| 10 | A    | Younis Mahmoud (capitano)  | 2 marzo 1983 (29 anni)     | 107   | 42   | Al-Wakrah SC      |
| 16 | A    | Mohannad Abdul-Raheem      | 1º luglio 1993 (19 anni)   | 1     | 0    | Duhok             |
| 18 | A    | Hussam Ibrahim             | 10 maggio 1987 (25 anni)   | 5     | 0    | Baghdad           |

### Kuwait
Coach:  Goran Tufegdžić
| N. | Pos. | Giocatore               | Data nascita (età)          | Pres.      | Squadra           |
| -- | ---- | ----------------------- | --------------------------- | ---------- | ----------------- |
| 1  | P    | Abdulaziz Kamil         |                             | {{{caps}}} | Kuwait (bandiera) |
| 2  | C    | Amer Al Fadhel          | 21 aprile 1988 (24 anni)    | {{{caps}}} | Al-Qadisiya       |
| 3  | D    | Fahad Awadh             | 26 febbraio 1985 (27 anni)  | {{{caps}}} | Kuwait SC         |
| 4  | D    | Hussain Fadel           | 9 ottobre 1984 (28 anni)    | {{{caps}}} | Al-Qadisiya       |
| 5  | D    | Mohammad Rashed         | 1º luglio 1987 (25 anni)    | {{{caps}}} | Al-Qadisiya       |
| 6  | D    | Mohammad Al-Rashedi     | 24 novembre 1988 (24 anni)  | {{{caps}}} | Al-Naser          |
| 7  | C    | Fahad Al-Enezi          | 1º settembre 1988 (24 anni) | {{{caps}}} | Kuwait SC         |
| 8  | A    | Talal Nayef             | 30 novembre 1985 (27 anni)  | {{{caps}}} | Al-Arabi          |
| 9  | A    | Fahad Al-Rashidi        | 31 dicembre 1984 (28 anni)  | {{{caps}}} | Al-Arabi          |
| 10 | C    | Abdulrahman Al-Shammari |                             | {{{caps}}} | Al-Naser          |
| 11 | C    | Fahad Al-Ansari         | 25 febbraio 1987            | {{{caps}}} | Al-Qadisiya       |
| 12 | C    | Nasser Al Shaqqath      |                             | {{{caps}}} | Kuwait (bandiera) |
| 13 | D    | Mesaed Al-Enezi         | 8 luglio 1983 (29 anni)     | {{{caps}}} | Al-Qadisiya       |
| 14 | C    | Waleed Ali              | 3 novembre 1980 (32 anni)   | {{{caps}}} | Kuwait SC         |
| 15 | C    | Hamad Aman              | 6 dicembre 1989 (23 anni)   | {{{caps}}} | Al-Qadisiya       |
| 16 | C    | Abdulaziz Al Salimi     | 19 settembre 1991 (21 anni) | {{{caps}}} | Al-Arabi          |
| 17 | A    | Bader Al-Mutwa          | 10 gennaio 1985 (27 anni)   | 116        | Al-Qadisiya       |
| 18 | C    | Abdulhadi Al-Khamis     |                             | {{{caps}}} | Kuwait SC         |
| 19 | C    | Ali Maqseed             | 11 dicembre 1986 (26 anni)  | {{{caps}}} | Al-Arabi          |
| 20 | A    | Yousef Nasser           | 9 ottobre 1990 (22 anni)    | {{{caps}}} | Kazma             |
| 21 | P    | Nawaf Al Khaldi         | 25 maggio 1981 (31 anni)    | {{{caps}}} | Al-Qadisiya       |
| 22 | P    | Hameed Youssef          | 10 agosto 1987              | {{{caps}}} | Al-Yarmouk        |
| 23 | D    | Hussain Hakem           | 26 giugno 1984 (28 anni)    | {{{caps}}} | Kuwait SC         |

### Arabia Saudita
Allenatore:  Frank Rijkaard
| N. | Pos. | Giocatore           | Data nascita (età)          | Pres.      | Squadra    |
| -- | ---- | ------------------- | --------------------------- | ---------- | ---------- |
| 1  | P    | Waleed Abdullah     | 19 aprile 1986 (26 anni)    | {{{caps}}} | Al-Shabab  |
| 3  | D    | Osama Hawsawi       | 31 marzo 1987 (25 anni)     | {{{caps}}} | Anderlecht |
| 2  | D    | Mansoor Al-Harbi    | 19 ottobre 1987 (25 anni)   | {{{caps}}} | Al-Ahli    |
| 5  | D    | Osama Al Harbi      | 16 maggio 1984 (28 anni)    | {{{caps}}} | Al-Ittihad |
| 12 | D    | Sultan Al Bishi     | 28 gennaio 1990 (22 anni)   | {{{caps}}} | Al-Hilal   |
| 14 | D    | Saud Kariri         | 8 luglio 1980 (32 anni)     | {{{caps}}} | Al-Ittihad |
| 13 | C    | Moataz Al-Musa      | 6 agosto 1987 (25 anni)     | {{{caps}}} | Al-Ahli    |
| 18 | C    | Salem Al Dawsari    | 19 agosto 1991 (21 anni)    | {{{caps}}} | Al-Hilal   |
| 20 | A    | Yasser Al Qahtani   | 10 ottobre 1982 (30 anni)   | {{{caps}}} | Al-Hilal   |
| 11 | A    | Nasser Al-Shamrani  | 23 novembre 1983 (29 anni)  | {{{caps}}} | Al-Shabab  |
| 19 | A    | Fahd Al Muwallad    | 14 settembre 1994 (18 anni) | {{{caps}}} | Al-Ittihad |
| 17 | D    | Taisir Al-Jassim    | 25 luglio 1984 (28 anni)    | {{{caps}}} | Al-Ahli    |
| 6  | D    | Ahmed Ateef         | 14 aprile 1983 (29 anni)    | {{{caps}}} | Al-Shabab  |
| 10 | A    | Mohammad Al Sahlawi | 10 gennaio 1987 (25 anni)   | {{{caps}}} | Al-Nassr   |
| 4  | D    | Ahmad Asiri         | 14 novembre 1991 (21 anni)  | {{{caps}}} | Al-Ittihad |
| 7  | D    | Kamel Al-Mousa      | 29 agosto 1982 (30 anni)    | {{{caps}}} | Al-Ahli    |
| 8  | D    | Yahya Al Shehri     | 8 maggio 1991 (21 anni)     | {{{caps}}} | Al-Ettifaq |
| 9  | A    | Essa Al Mehyani     | 22 luglio 1983 (29 anni)    | {{{caps}}} | Al-Ahli    |
| 15 | C    | Salman Al Faraj     | 1º agosto 1989 (23 anni)    | {{{caps}}} | Al-Hilal   |
| 16 | C    | Ibrahim Ghaleb      | 28 settembre 1990 (22 anni) | {{{caps}}} | Al-Nassr   |
| 21 | P    | Abdullah Al Oaisher | 13 giugno 1991 (21 anni)    | {{{caps}}} | Al-Fateh   |
| 22 | P    | Khaled Sharahili    | 3 febbraio 1987 (25 anni)   | {{{caps}}} | Al-Hilal   |
| 23 | C    | Hussain Al Mogahwi  | 28 gennaio 1988 (24 anni)   | {{{caps}}} | Al-Fateh   |

### Yemen
Coach:  Tom Saintfiet
| N. | Pos. | Giocatore               | Data nascita (età)         | Pres.      | Squadra          |
| -- | ---- | ----------------------- | -------------------------- | ---------- | ---------------- |
| 1  | P    | Mohammed Ibrahim Ayyash | 6 marzo 1986 (26 anni)     | {{{caps}}} | Al-Hilal         |
| 2  | D    | Mudir Abdurabu          |                            | {{{caps}}} | Yemen (bandiera) |
| 3  | D    | Mohammed Fuad Mohammed  | 13 marzo 1989 (23 anni)    | {{{caps}}} | Yemen (bandiera) |
| 4  | D    | Ahmed Sadeq El-Khamri   | 28 dicembre 1992 (20 anni) | {{{caps}}} | Yemen (bandiera) |
| 5  | C    | Nateeq Hizam            |                            |            | Al-Tilal         |
| 6  | D    | Abdulaziz Al Gumaei     |                            | {{{caps}}} | Al-Ahli          |
| 7  | D    | Najib Al-Haddad         | 2 marzo 1990 (22 anni)     | {{{caps}}} | Yemen (bandiera) |
| 8  | C    | Wahid Al Khyat          | 1º gennaio 1986 (27 anni)  | {{{caps}}} | Al-Ahli          |
| 9  | C    | Ala Al-Sasi             | 2 luglio 1987 (25 anni)    | {{{caps}}} | Almina'a         |
| 10 | C    | Aiman Al Hagri          | 3 febbraio 1993 (19 anni)  | {{{caps}}} | Yemen (bandiera) |
| 11 | D    | Munassar Ba Haj         | 1º gennaio 1990 (23 anni)  | {{{caps}}} | Al-Hilal         |
| 12 | D    | Ahmed Al-Dhaheri        | 25 novembre 1993 (19 anni) | {{{caps}}} | Al-Oruba         |
| 13 | C    | Akram Al Selwi          | 8 settembre 1986 (26 anni) | {{{caps}}} | Al-Hilal         |
| 23 | P    | Saoud Al Sawedi         | 10 aprile 1988 (24 anni)   | {{{caps}}} | Al-Wahda         |